# BHF-Bank
La BHF-Bank è una banca tedesca nata nel 1970 dalla fusione della Berliner Handelsgesellschaft con la Frankfurter Bank. La Banca vanta una presenza internazionale con filiali in Lussemburgo, Svizzera, Emirati Arabi Uniti, Egitto e Vietnam.

## Storia

### Berliner Handels-Gesellschaft
La Berliner Handels-Gesellschaft fu fondata a Berlino nel 1856 da importanti case bancarie, come S. Bleichröder, Breest & Gelpcke, Bankhaus Magnus, Mendelssohn & Co. e Sal. Oppenheim in forma di società in accomandita per azioni. 

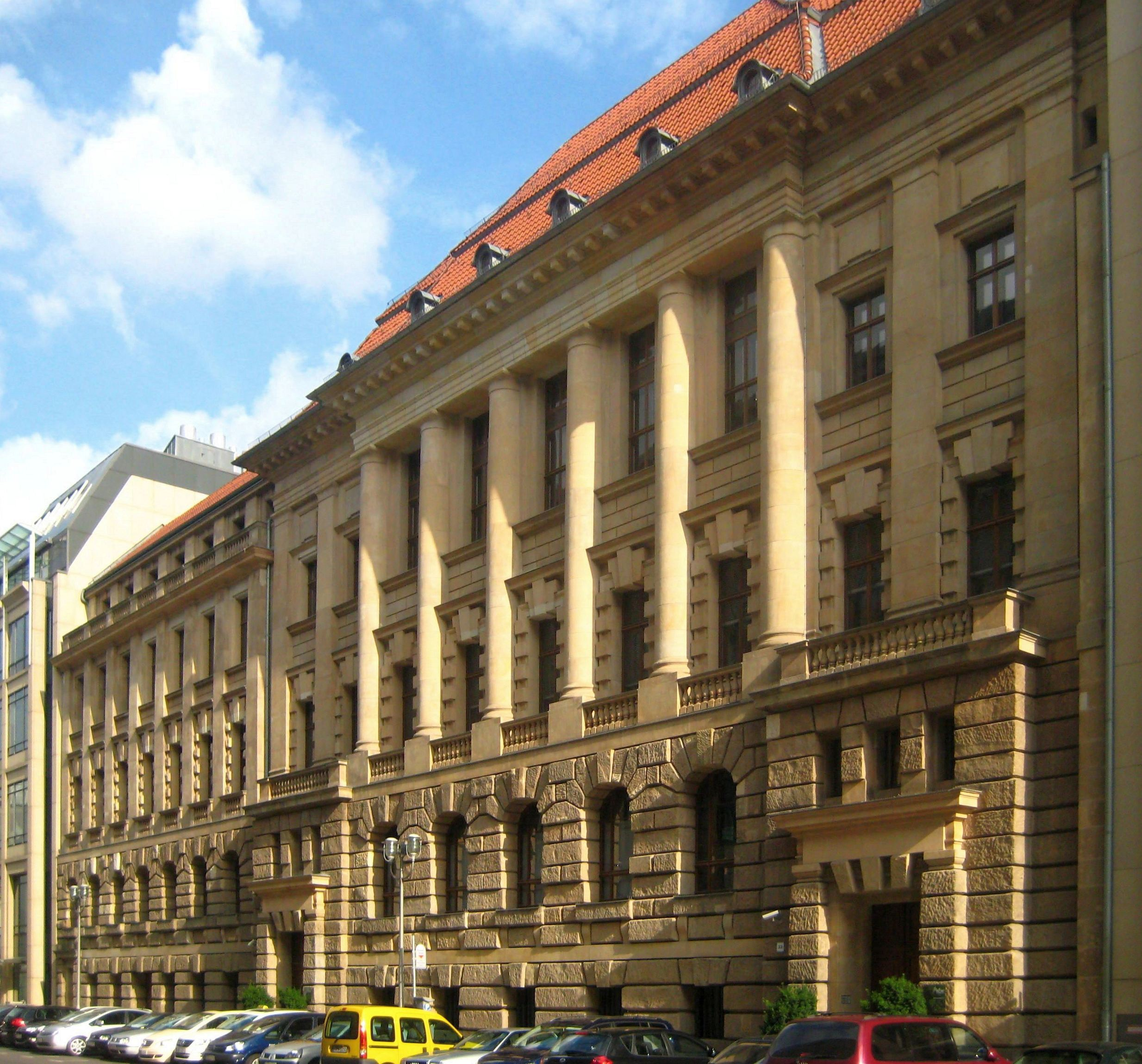
La sede della Berliner Handels-Gesellschaft in Behrenstraße, 32,33

La giovane banca si impegnò nel finanziamento delle ferrovie nell'Impero germanico, nell'Impero austro-ungarico e nell'Impero russo. Ma dopo qualche anno il finanziamento alle industrie divenne l'attività prevalente.
Nel 1883 divenne direttore Carl Fürstenberg, uno dei maggiori banchieri tedeschi dell'epoca. Egli fece diventare la Berliner Handels-Gesellschaft uno dei riferimenti più importanti nel finanziamento delle industrie, in particolare curò le relazioni difficili della AEG di Emil Rathenau. Le aree geografiche in cui investiva la  Berliner Handels-Gesellschaft erano la Sassonia, la Turingia, l'alta Slesia, la Renania e la regione della Ruhr.
Inoltre la Berliner Handels-Gesellschaft partecipava massicciamente al collocamento dei titoli del debito pubblico del Regno di Prussia, dell'Impero Germanico e dell'Impero Russo.
Durante la repubblica di Weimar la banca conservò i suoi tradizionali legami con la grande industria. Dal momento che Walther Rathenau era il proprietario dell'AEG, secondo tradizione, il presidente del consiglio d'amministrazione della società aveva anche la presidenza del consiglio d'amministrazione della Berliner Handels-Gesellschaft. La Banca, inoltre, non aveva rinunciato al suo carattere di banca d'affari della grande industria per le emissioni di strumenti finanziari.
Alla morte di Carl Fürstenberg, nel 1933 venne per la Berliner Handels-Gesellschaft il tempo della fine. La politica razzista del Nazionalsocialismo  fece perdere tre dei quattro proprietari della Banca: tutti tre poterono lasciare la Germania in tempo.
Dopo la seconda Guerra mondiale,la Berliner Handels-Gesellschaft, che prima dell'inizio della Guerra era annoverata fra le cinque Großbanken tedesche, trasferì la sede a Francoforte. La banca aveva il vantaggio di aver potuto conservare il proprio valore in virtù dei propri intrecci azionari con le industrie. La vicinanza con il mondo industriale fu per la Berliner Handels-Gesellschaft il fattore di successo anche durante la "Ricostruzione" degli anni Cinquanta, e in particolare l'emissione e il collocamento di titoli giocò di nuovo un ruolo importante per la Banca.
Da quest'epoca sviluppò anche un consistente volume di attività nell'amministrazione di patrimoni.

### Frankfurter Bank
La Frankfurter Bank fu fondata nel 1854 come banca d'emissione della Città libera di Francoforte. Si trattava di una banca privata di cui erano soci fondatori le banche Bethmann Bank, Grunelius & Co., Rothschild & Söhne e la Frankfurter Vereinskasse, che aveva lo scopo di facilitare la circolazione monetaria. Il nuovo istituto ottenne dalla Città il diritto di stampare banconote in fiorini dello Zollverein della Germania meridionale. Come requisito per svolgere tale funzione la Frankfurter Bank doveva essere finanziariamente solida e rinunciare alle operazioni rischiose: conseguentemente non le erano concesse le operazioni di deposito e di credito.
L'unificazione delle valute tedesche e la conseguente fondazione della Reichsbank nel 1875 limitò la Frankfurter Bank nella sua funzione originaria: essa rimaneva autorizzata a emettere banconote solo da cento marchi in su. I nuovi regolamenti autorizzavano, d'altra parte, la concessione di prestiti su interesse e in questo ambito la Banca trovò negli anni seguenti un nuovo sbocco.
La crescente limitazione dell'emissione di cartamoneta sotto la Reichsbank spinse la Frankfurter Bank a rinunciare al proprio diritto di emissione nel 1901. Nello stesso tempo, il privilegio accordatole dallo stato prussiano sin dal 1866 di negoziare obbligazioni pubbliche o garantite da enti pubblici rappresentò la base della attività della Banca fino alla fine della seconda Guerra mondiale. La cosiddetta "Mündelsicherheit" (letteralmente "sicurezza dell'orfano") significava che la Banca poteva fungere da deposito di somme collocate in impieghi molto sicuri. Da banco d'emissione, perciò, la Frankfurter Bank divenne una banca di gestione di patrimoni con una significativo volume di depositi di valori e di negoziazione di effetti. Inoltre la Banca era piuttosto attiva nel commercio dell'oro. Gli impegni nel credito all'industria e le operazioni di collocamento dei titoli e con l'estero, invece, le rimasero vietati.
Durante la crisi economica del 1929 la Frankfurter Bank, al contrario di molte altre banche, non si trovò in pericolo di chiusura, proprio perché non poteva intrattenere relazioni di credito con le industrie.
Dopo la seconda Guerra mondiale e la Riforma monetaria del 1948 la casa bancaria fu completamente ristrutturata. Dopo 
l'ingresso dei dirigenti della cessata Reichs-Kredit-Gesellschaft sotto la guida di Hermann Jannsen la Frankfurter Bank si trasformò in un istituto di credito sovrarregionale. Soprattutto crebbero molto gli affari con le grandi imprese tedesche e straniere, così come il commercio estero. Nel 1962 la Banca, che fino ad allora non aveva avuto filiali, aprì per la prima volta delle agenzie.

### BHF-Bank

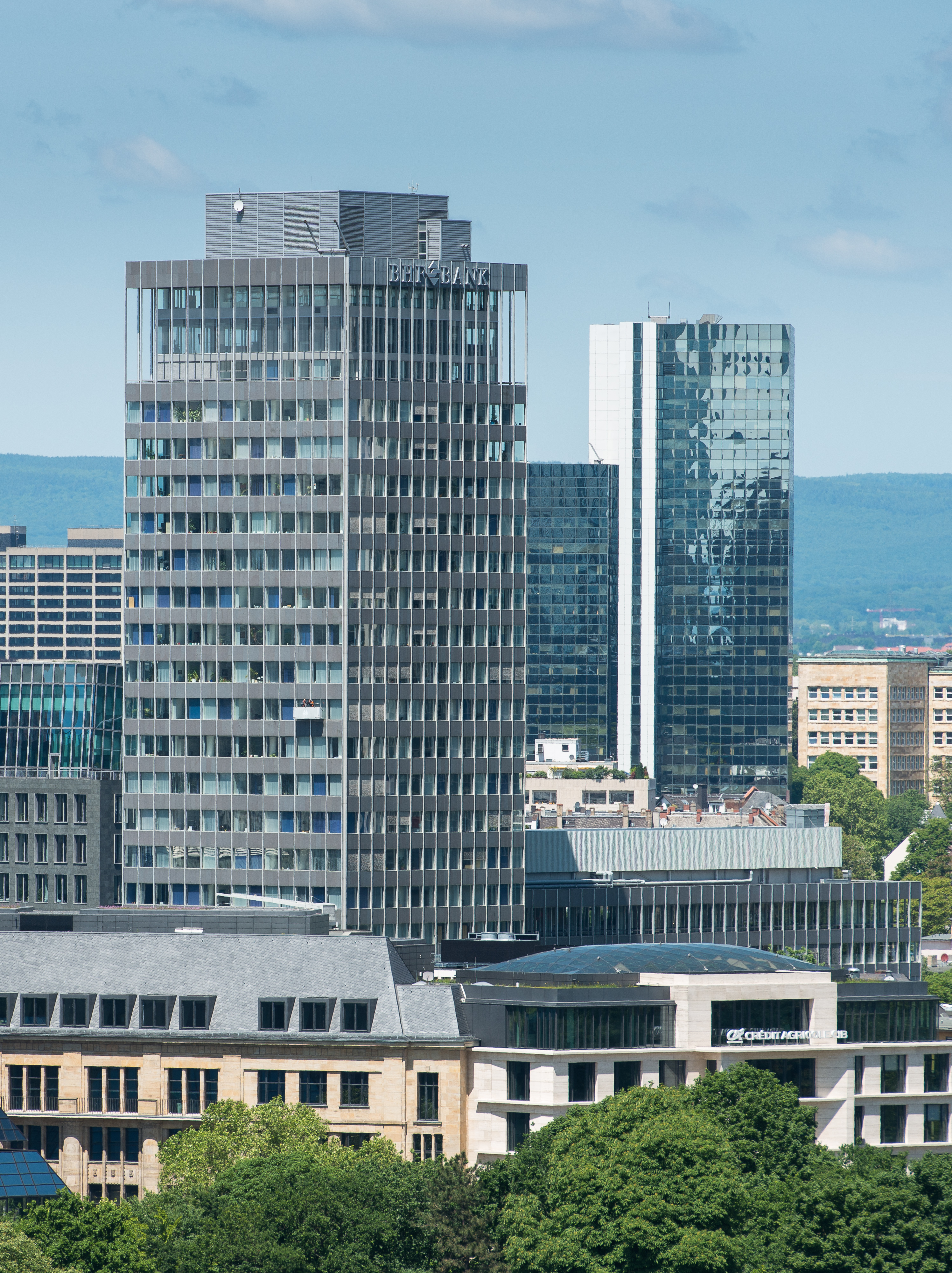
Il grattacielo BHF-Bank Hochhaus

Nel 1970 la Frankfurter Bank e la Berliner Handels-Gesellschaft si fusero nella Berliner Handels- und Frankfurter Bank. In tale occasione fu costruito il grattacielo BHF-Bank Hochhaus su progetto dell'architetto tedesco Sep Ruf: in quel momento era il più alto edificio di Francoforte. Nel 1975 la Banca cambiò il nome in BHF-Bank. Durante gli anni Settanta e Ottanta la BHF era fra le maggiori banche d'affari tedesche ed aveva la prima posizione nel mercato valutario. Inoltre aveva estese partecipazioni nelle industrie.
Dal 1958 fa parte del sindacato di controllo di Mediobanca.
Nel 1995 la BHF fu quotata in borsa, trasformandosi da società in accomandita per azioni a società per azioni. Dal 1999 al 2004 fu controllata dalla olandese ING Group e ribattezzata dal 2002 ING BHF-Bank. Nello stesso anno la società uscì dal listino, dopo aver effettuato un'offerta pubblica d'acquisto sulle azioni rimanenti.
Nel 2004 la ING BHF-Bank fu smembrata. La maggior parte delle attività, uffici e strumenti detenuti furono conferiti alla nuova BHF-BANK Aktiengesellschaft, poi acquisita dalla banca privata Sal. Oppenheim come unico azionista. Quando poi la Sal. Oppenheim fu rilevata dalla Deutsche Bank nel 2010, la BHF-BANK, che aveva sempre operato in autonomia, fu messa in vendita.
Dal 2014 la Banca fa parte del BHF Kleinwort Benson Group, che è stato acquisito dalla banca privata francese Oddo & Cie.

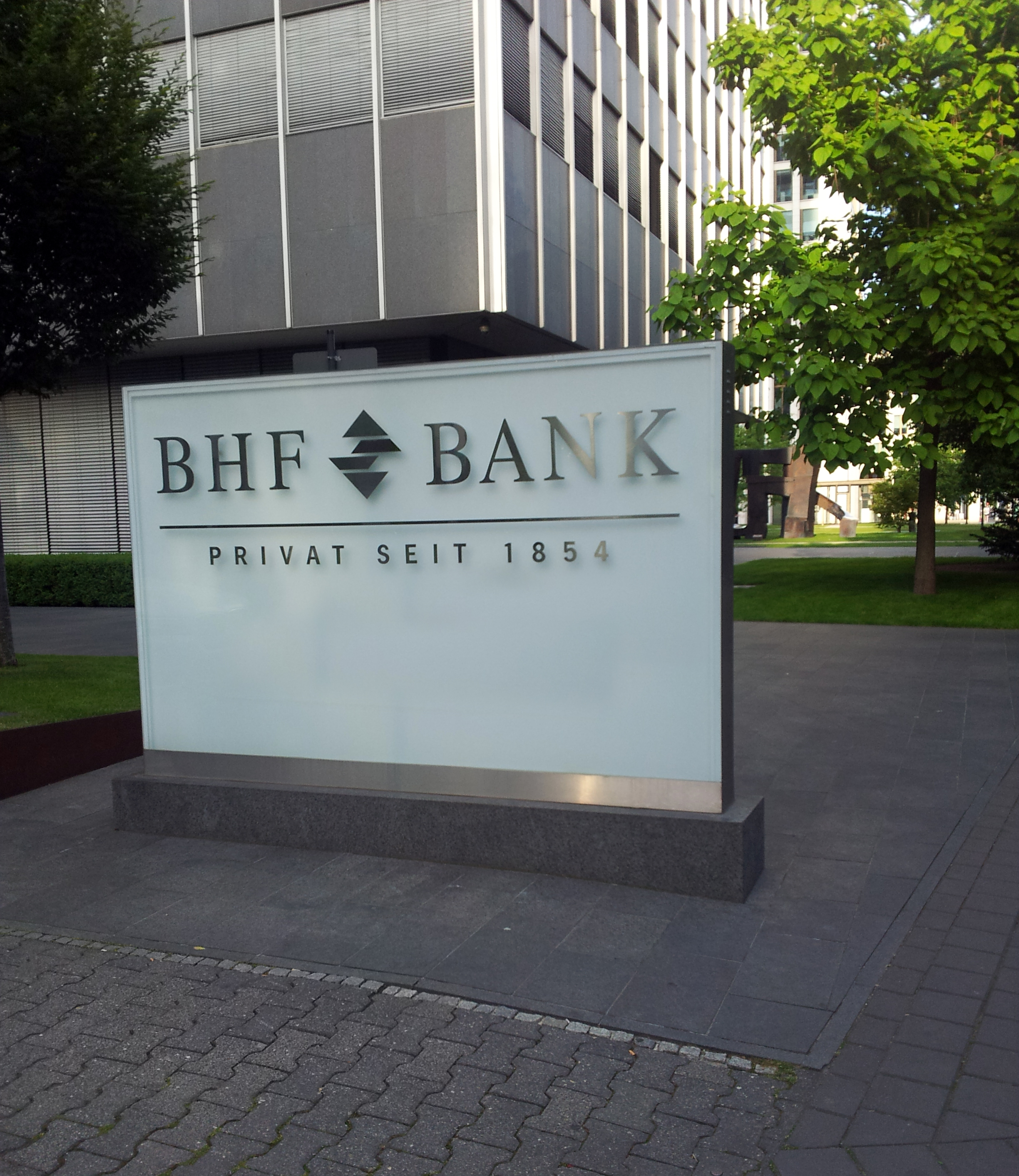
L'insegna all'ingresso della sede